# Baraat

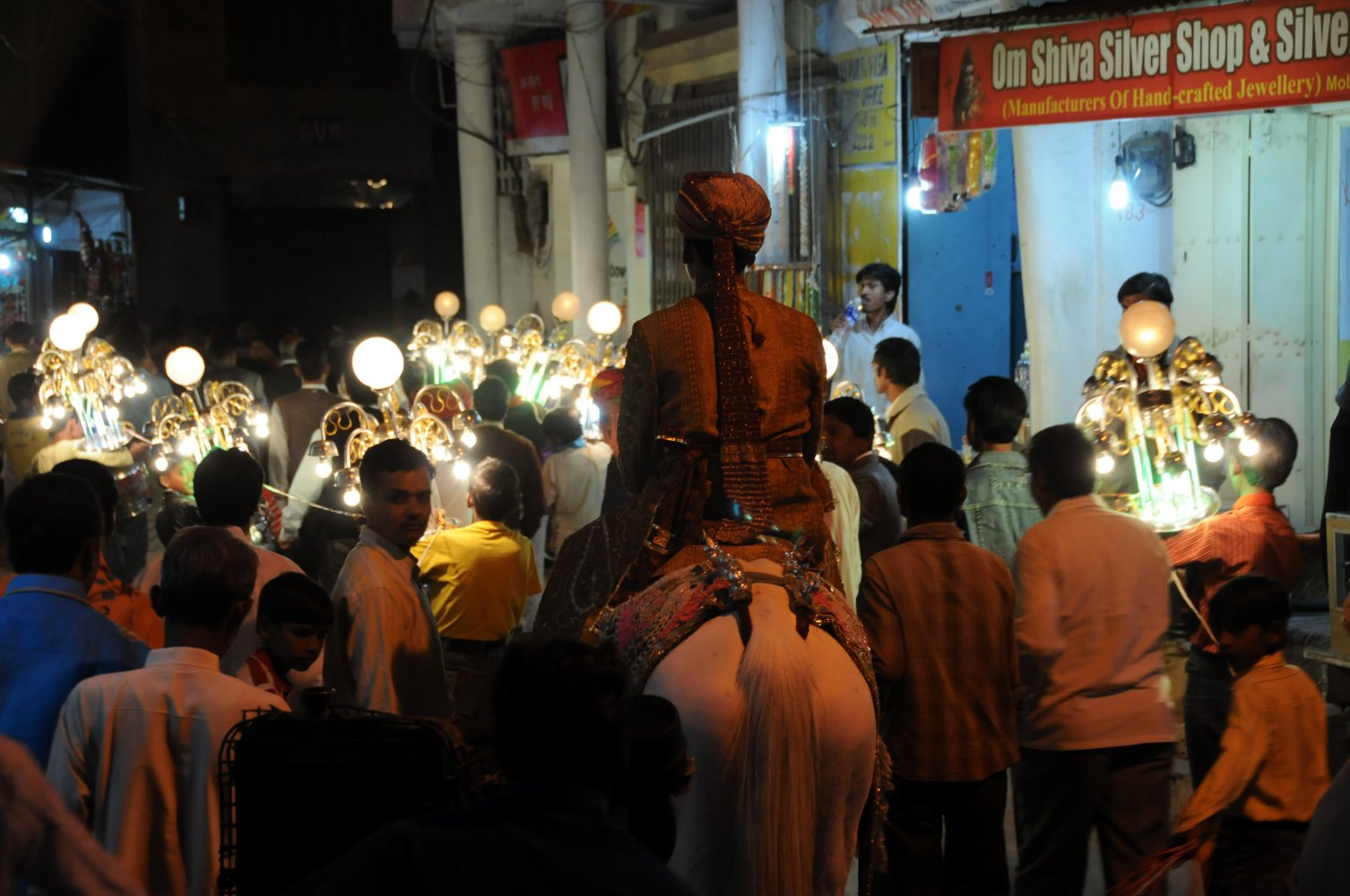
Processione del matrimonio indù, baraat, con lo sposo a cavallo, guidato da una banda di ottoni, Pushkar, Rajasthan.

Baraat (in hindī बरात; in urdu برات‎?) è una processione nuziale dello sposo nel nord e nell'ovest dell'India. Nelle comunità indiane del nord, è consuetudine che lo sposo si rechi al luogo del matrimonio (spesso in casa della sposa) su una cavalla, accompagnato dai membri della sua famiglia e dagli amici.
Il Baraat può diventare un grande corteo, con una propria banda e un gruppo di danzatori. Lo sposo e il suo cavallo sono coperti di fronzoli e di solito non prendono parte alla danza e al canto; ciò è lasciato ai baraati (danzatori) o alle persone che accompagnano la processione. Lo sposo di solito porta una spada. Il termine baraati viene utilizzato genericamente anche per indicare gli invitati dello sposo. Tradizionalmente, i baraatis sono considerati ospiti della famiglia della sposa.
Il Baraat, guidato da uno spettacolo di fuochi d'artificio e accompagnato dal ritmo del dhol, raggiunge il punto in cui si incontrano gli anziani di entrambe le famiglie. Nei matrimoni indù del nord dell'India, lo sposo viene accolto con ghirlande e āratī e i componenti del baraats al suono degli shehnai, cosa che considerata di buon auspicio anche in occasione di matrimoni musulmani e sikh.

## Baraat del Punjab
Sia uomini che donne partecipano alla processione del baraat nel Punjab. I parenti stretti maschi di entrambi gli sposi indossano sempre turbanti, che indicano segno di distinzione. Quando il Baraat arriva al luogo delle nozze, viene eseguita una cerimonia conosciuta come milni (letteralmente, incontro o fusione), in cui i parenti reciproci dello sposo e della sposa  si salutano. Questo saluto inizia, di solito, con i due padri, seguiti dalle due madri e poi i fratelli, gli zii, zie e i cugini; anche i lontani parenti sono compresi nel milni, che simboleggia l'unificazione delle due famiglie.

## Baraat presso i Rajput
Un Baraat Rajput è costituito interamente da membri di sesso maschile. Lo sposo è di solito vestito con un achkan dorato, con un turbante arancione e un churidar o jodhpur con jooti. I membri del Baraat devono indossare anch'essi un achkan o sherwani con jodhpur e safa (turbanti colorati). La processione verso la casa della sposa sembra piuttosto regale quanto non vi è assolutamente alcun danzatore per le strade. Infatti, tutti i membri, tra cui lo sposo che cavalca un elefante o una cavalla, portano delle spade. Il cavallo è importante per i Rajput.
Al momento dell'incontro si svolge una semplice cerimonia ed entrambe le famiglie si scambiano gli auguri. Segue uno spuntino leggero con il tè prima dell'inizio della cerimonia religiosa.
La madre e la figlia si godono il momento e ad uno ad uno i membri delle famiglie si scambiano ghirlande e abbracci.
Lo sposo distribuisce Karah Prashad (budino sacramentale) alla sua famiglia.
Ognuno poi gode di una grande festa.